# Дешифрирование космических снимков
Дешифрирование космических снимков (КС) — иногда применяется термин «интерпретация» — выявление, опознавание на снимках земной поверхности, получаемых с космических аппаратов (пилотируемых или беспилотных) — либо отдельных объектов, объектов одного вида (с последующим описанием — графическим, словесным, цифровым), либо картографирование территории — тематическое или комплексное (например — топографическое).
При этом, под картографированием понимается составление специального изображения (построенного по определенным геометрическим моделям) участка, района, региона и т. д. с изображением всего разнообразия объектов земной поверхности.
Дешифрирование КС является в настоящее время подсистемой, включенной в огромное количество программ, проектов, начинающихся с запусков разнообразных искусственных спутников Земли и кончающихся получением как новых данных (в том числе и военных), так и научной и производственной продукции (например, разнообразных карт).